# Дюнкеркские корсары

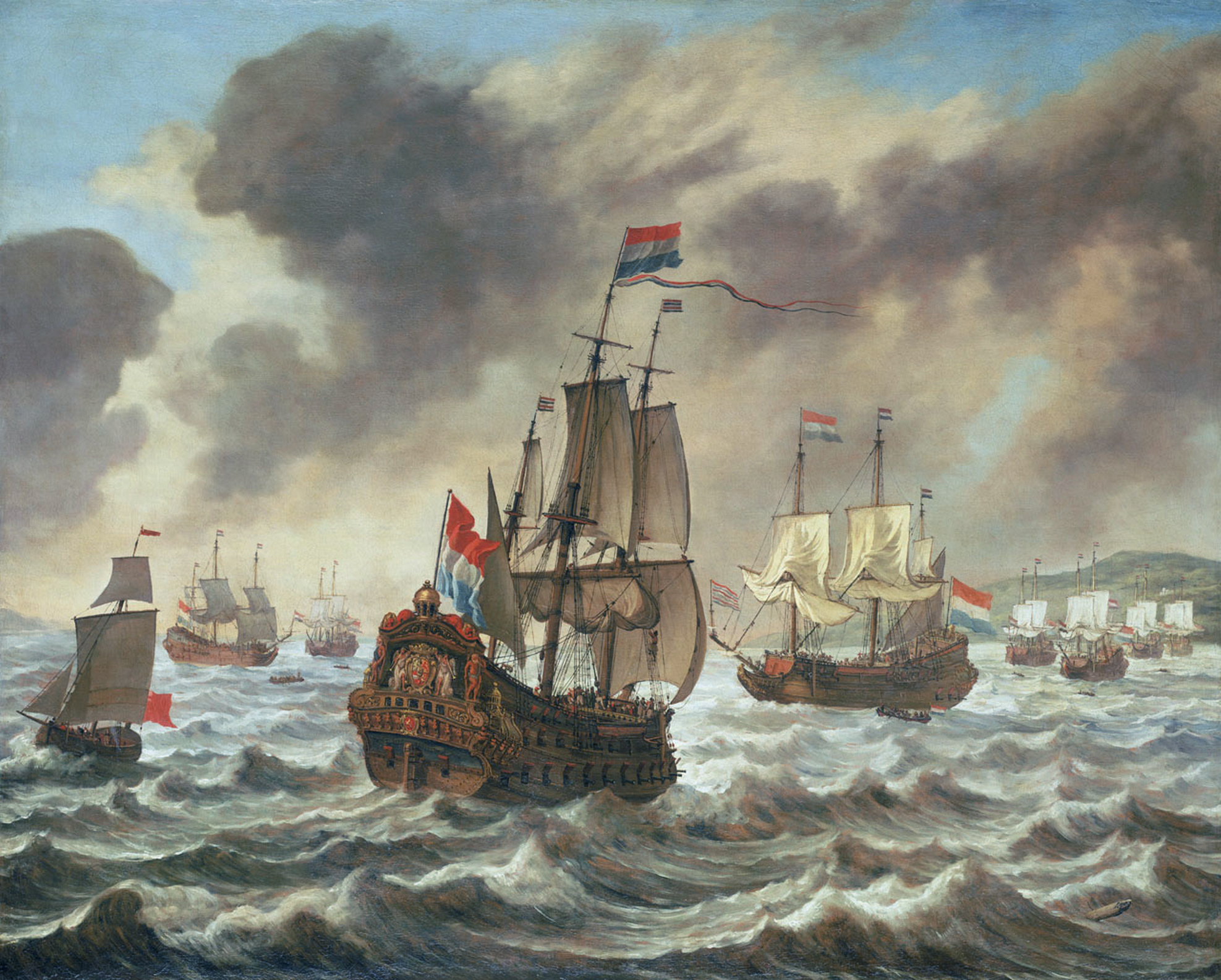
Первая испано-голландская «битва при дюнах», 1639 год

Дюнкеркское каперство — сеть корсаров и приватиров, которые при поддержке испанского правительства препятствовали рыболовству и торговле Соединённых провинций в годы их борьбы за независимость. Базировались на западе Фландрии — в защищённых дюнами от нападения с тыла Дюнкерке, Ньивпорте и Остенде.
В 1583 году испанский полководец Александр Фарнезе отвоевал у повстанцев Дюнкерк и разместил там военные корабли, призванные конвоировать грузы в метрополию и обратно. При поддержке правительства местное купечество снарядило флот корсаров и приватиров, которые перехватывали в Северном море торговые суда, возвращавшиеся под голландским флагом из Ост-Индии и России. Приватиры наносили ущерб экономике молодой республики, всячески препятствовали рыболовству, а также разоряли берега враждебной испанцам Англии.
В 1587 году правительство Соединённых Провинций объявило дюнкеркские корабли пиратскими и попыталось организовать блокаду портов Западной Фландрии. Голландским капитанам был отдан приказ топить пиратские суда. Во время одной из стычек с дюнкеркцами погиб национальный герой Пит Питерсон Хайн. Эффективность предпринятых мер была минимальной, и пиратство с каждым годом наращивало свой масштаб. Успеху приватиров способствовало изобретение ими нового типа судна — фрегата.
В 1600 году голландцы попытались овладеть Дюнкерком, однако битва у Ньивпорта закончилась для них неудачно. С началом Тридцатилетней войны размах пиратства в Северном море достиг своего пика. Положить конец разбою удалось, лишь когда Дюнкерком в 1646 году овладели французы.
В 1672 году Франция вступила в Голландскую войну, и дюнкеркцы вернулись к привычному для них морскому разбою. Самым знаменитым участником развёрнутой в те годы крейсерской войны был Жан Бар. В 1712 году военные действия в Нидерландах подошли к концу, по условиям Утрехтского мира французское правительство вынуждено было отказаться от поддержки дюнкеркских каперов.